# Банатски Бугари
Палћени или Банатски Бугари (банатскобуг. Palćene или Banátsći balgare, буг. Банатски българи, мађ. Bánsági или Bánáti bolgárok) су посебна бугарска мањинска група која се у 18. вијеку населила у Банату, који се у то вријеме налазио у саставу Хабзбуршке монархије, а након Првог свјетског рата је подијељен између Мађарске, Румуније и Србије. За разлику од већине Бугара, они су римокатолици и потичу од павлићана и римокатолика из данашње сјеверне и сјеверозападне Бугарске.
Банатски Бугари говоре карактеристичним кодификованим обликом источнобугарским вернакуларом са много лексике других језика који се говоре у Банату. Иако су снажно акултирани ка Панонској низији (удаљени од матичне Бугарске), ипак су сачували бугарски идентитет. Од ослобођења Бугарске 1878. године, многи су се вратили у Бугарску и тамо основали нова села.